# Spindalis zena
A Spindalis zena a madarak osztályának verébalakúak (Passeriformes) rendjébe és az újvilági poszátafélék (Parulidae) családjába tartozó faj.

## Rendszerezés
A besorolása vitatott, egyes rendszerezők a tangarafélék (Thraupidae) családjába sorolják.

## Előfordulása
Az Amerikai Egyesült Államok Mexikó, a Bahama-szigetek, a Kajmán-szigetek, Kuba, a Dominikai Köztársaság, Haiti, Puerto Rico, a Turks- és Caicos-szigetek területén honos. A természetes élőhelye szubtrópusi és trópusi síkvidéki és hegyi erdők és bokrosok, valamint erősen leromlott egykori erdők. Állandó, nem vonuló faj.

## Alfajai
- Spindalis zena benedicti Ridgway, 1885
- Spindalis zena pretrei (Lesson, 1831)
- Spindalis zena salvini Cory, 1886
- Spindalis zena townsendi Ridgway, 1887
- Spindalis zena zena (Linnaeus, 1758)[2]

## Megjelenése
Átlagos testtömege 26 gramm.